# Бакс-Лейк (Каліфорнія)
Бакс-Лейк (англ. Bucks Lake) — переписна місцевість (CDP) в США, в окрузі Плумас штату Каліфорнія. Населення — 22 особи (2020).

## Географія
Бакс-Лейк розташований за координатами 39°52′46″ пн. ш. 121°11′57″ зх. д. / 39.87944° пн. ш. 121.19917° зх. д. (39.879560, -121.199081).  За даними Бюро перепису населення США в 2010 році переписна місцевість мала площу 26,81 км², з яких 26,78 км² — суходіл та 0,02 км² — водойми.

## Демографія
Згідно з переписом 2010 року, у переписній місцевості мешкало 10 осіб у 4 домогосподарствах у складі 4 родин. Густота населення становила 0 осіб/км².  Було 261 помешкання (10/км²).
Расовий склад населення:
| - 70,0 % — білих - 10,0 % — азіатів |

До двох чи більше рас належало 20,0 %. Частка іспаномовних становила 30,0 % від усіх жителів.
За віковим діапазоном населення розподілялося таким чином: 20,0 % — особи молодші 18 років, 50,0 % — особи у віці 18—64 років, 30,0 % — особи у віці 65 років та старші. Медіана віку мешканця становила 63,3 року. На 100 осіб жіночої статі у переписній місцевості припадало 100,0 чоловіків;  на 100 жінок у віці від 18 років та старших — 100,0 чоловіків також старших 18 років.
Цивільне працевлаштоване населення становило 16 осіб. Основні галузі зайнятості: фінанси, страхування та нерухомість — 56,3 %, науковці, спеціалісти, менеджери — 43,8 %.